# My Love (sång av Petula Clark)
My Love är en poplåt komponerad av Tony Hatch, och inspelad av Petula Clark. Låten spelades in i United Western Recorders studio i Hollywood, USA. Clark var inte särskilt förtjust i låten som hon fann "ordinär" och bad först om att den inte skulle ges ut. Skivbolagsmannen Joe Smith tyckte annorlunda och den utgavs som singel i december 1965. Den blev en internationell hit 1966 och blev Petula Clarks andra singeletta i USA.
Kompositionen fick även svensk text av "Bengt-Olle" och sjöngs in samma år av Gitte Hænning under titeln "Det är så lätt att leva livet".

## Listplaceringar
| Lista (1966)   | Position              |
| -------------- | --------------------- |
| Finland        | 19                    |
| Irland         | 6                     |
| Kanada         | 1 (RPM)               |
| Nederländerna  | 11                    |
| Nya Zeeland    | 6 (NZ Listner)        |
| Storbritannien | 4 (UK Singles Chart)  |
| Sverige        | 12 (Kvällstoppen)     |
| Sverige        | 9 (Tio i topp)        |
| USA            | 1 (Billboard Hot 100) |
| Västtyskland   | 13                    |